# Циркумполарна врста
У биологији и биогеографији циркумполарна је врста која је распрострањена само на северној хемисфери и то подједнако по целој арктичкој зони, и у Евроазији и у Америци. Термин се ређе користи и у погледу јужне поларне зоне, за животиње антарктика, на пример за аделијског пингвина.
Пример животиње циркумполарног распрострањења је бели медвед, а код птица снежна сова (Bubo scandiacus) или арктичка чигра (Sterna paradisaea). Овде се убрајају и сродне групе зимзелених родова дрвећа као што су ариши (Larix) који настањују Руску тајгу и Канадске бореалне шуме.